# Jonathan Brownlee
Jonathan Callum Brownlee (Leeds, 30 de abril de 1990) es un deportista británico que compite en triatlón. Su hermano mayor Alistair compitió en el mismo deporte.

## Trayectoria
Participó en tres Juegos Olímpicos de Verano, obteniendo en total tres medallas, bronce en Londres 2012 (inidividual), plata en Río de Janeiro 2016 (inidividual) y oro en Tokio 2020 (relevo mixto).
Ganó cinco medallas en el Campeonato Mundial de Triatlón entre los años 2011 y 2016, tres medallas de oro en el Campeonato Mundial de Triatlón por Relevos Mixtos entre los años 2011 y 2014, y dos medallas de plata en el Campeonato Europeo de Triatlón, en los años 2011 y 2023.
Además, obtuvo dos medallas de oro en el Campeonato Mundial de Triatlón de Velocidad, en los años 2010 y 2011.
En 2022 fue nombrado miembro de la Orden del Imperio Británico (MBE). Estudió el grado de Historia en la Universidad de Leeds.

## Palmarés internacional
| Juegos Olímpicos                      | Juegos Olímpicos         | Juegos Olímpicos  | Juegos Olímpicos |
| Año                                   | Lugar                    | Medalla           | Prueba           |
| ------------------------------------- | ------------------------ | ----------------- | ---------------- |
| 2012                                  | Londres (Reino Unido)    | Medalla de bronce | Individual       |
| 2016                                  | Río de Janeiro (Brasil)  | Medalla de plata  | Individual       |
| 2020                                  | Tokio (Japón)            | Medalla de oro    | Relevo mixto     |
| Campeonato Mundial                    |                          |                   |                  |
| Año                                   | Lugar                    | Medalla           | Prueba           |
| 2011                                  | Pekín (China)            | Medalla de plata  | Individual       |
| 2012                                  | Auckland (Nueva Zelanda) | Medalla de oro    | Individual       |
| 2013                                  | Londres (Reino Unido)    | Medalla de plata  | Individual       |
| 2014                                  | Edmonton (Canadá)        | Medalla de bronce | Individual       |
| 2016                                  | Cozumel (México)         | Medalla de plata  | Individual       |
| Campeonato Mundial por Relevos Mixtos |                          |                   |                  |
| Año                                   | Lugar                    | Medalla           | Prueba           |
| 2011                                  | Lausana (Suiza)          | Medalla de oro    | Relevo mixto     |
| 2012                                  | Estocolmo (Suecia)       | Medalla de oro    | Relevo mixto     |
| 2014                                  | Hamburgo (Alemania)      | Medalla de oro    | Relevo mixto     |
| Campeonato Europeo                    |                          |                   |                  |
| Año                                   | Lugar                    | Medalla           | Prueba           |
| 2011                                  | Pontevedra (España)      | Medalla de plata  | Individual       |
| 2023                                  | Madrid (España)          | Medalla de plata  | Individual       |

| Campeonato Mundial | Campeonato Mundial | Campeonato Mundial | Campeonato Mundial |
| Año                | Lugar              | Medalla            | Prueba             |
| ------------------ | ------------------ | ------------------ | ------------------ |
| 2010               | Lausana (Suiza)    | Medalla de oro     | Individual         |
| 2011               | Lausana (Suiza)    | Medalla de oro     | Individual         |